# FK Radnički Pertate
FK Radnički je fudbalski klub iz Pertata u opštini Lebane, Srbija i trenutno se takmiči u Međuopštinskoj Jablaničkoj ligi, šestom takmičarskom nivou srpskog fudbala.

## Istorija
Klub je osnovan 1955. godine.

### Pozicije na kraju sezone
| Sezona    | Takmičenje                          | Pozicija |
| --------- | ----------------------------------- | -------- |
| 2010/2011 | Jablanička okružna liga grupa Zapad | 11       |
| 2011/2012 | Druga Jablanička okružna liga       | 5        |
| 2012/2013 | Međuopštinska Jablanička liga       | 2        |
| 2013/2014 | Jablanička okružna liga             | 15       |
| 2014/2015 | Jablanička okružna liga             | 7        |
| 2015/2016 | Jablanička okružna liga             | 4        |
| 2016/2017 | Jablanička okružna liga             | 17       |
| 2017/2018 | Međuopštinska Jablanička liga       | 14       |

- Sezona 2015/2016
- Sezona 2016/2017

Sezona 2016/2017 - Kup FSJO
| Domaćin              | Rezultat         | Gost                    |
| -------------------- | ---------------- | ----------------------- |
|                      | Drugo kolo       |                         |
| Radnički             | 1:1 (5:3 penali) | Dubočica (Leskovac)     |
|                      | Treće kolo       |                         |
| Jedinstvo (Grdelica) | 1:0 (4:5 penali) | Radnički                |
|                      | 1/8 finale kupa  |                         |
| Radnički             | 3:1              | Bobište                 |
|                      | 1/4 finale kupa  |                         |
| Radnički             | 3:0              | Budućnost (Orašje)      |
|                      | 1/2 finale kupa  |                         |
| Radnički             | 0:3              | Moravac Orion (Mrštane) |

## Trenutni sastav
Stefan Mitrović (golman)

 Milan Janković

 Saša Janković

 Ivan Pavlović

 Lazar Pavlović

 Aleksandar Tošić

 Milan Ranđelović

 Miloš Cenić

## Uprava kluba
Predsednik:  Mikica Pavlović 

Trener:

Sekretar:  Saša Cvetković

Blagajnik:  Marko Tošić

Član Uprave:  Milan Škrbić

Član Uprave:  Milan Janković

Član Uprave:  Dragan Pavlović

Član Uprave:  Igor Nisić

Član Uprave:  Dragan Pešić

Član Uprave:  Dragan Đokić